# Gerhard Zotter
Gerhard Zotter (24 de abril de 1941) es un deportista austríaco que compitió en judo. Ganó una medalla de bronce en el Campeonato Europeo de Judo de 1963 en la categoría de –68 kg amateur.
Participó en los Juegos Olímpicos de Tokio 1964, donde finalizó quinto en la categoría de –68 kg.

## Palmarés internacional
| Campeonato Europeo | Campeonato Europeo | Campeonato Europeo | Campeonato Europeo |
| Año                | Lugar              | Medalla            | Categoría          |
| ------------------ | ------------------ | ------------------ | ------------------ |
| 1963               | Ginebra (Suiza)    | Medalla de bronce  | –68 kg (A)         |